# フェルナンド・デ・ナポリ
フェルナンド・デ・ナポリ（Fernando De Napoli, 1964年3月15日 -）は、イタリア・キウザーノ・ディ・サン・ドメーニコ出身の元同国代表サッカー選手。ポジションはMF（ボランチ）。豊富な運動量で攻守にチームに貢献した。

## 略歴
1986-87シーズン、ユヴェントス、ACミランとの争奪戦を制したナポリに加入、子供の頃から地元に近いナポリのファンであったことが移籍の決めてとなった。ナポリではディエゴ・マラドーナらと共に黄金期の中心選手の一人で、マラドーナと共に2度のスクテッドと1度のUEFAカップ獲得に貢献した。
その後、ナポリの経営難もあって、1992年にACミランへ移籍し2度のセリエA優勝を経験したが、怪我のためリーグ戦でプレーしたのは、2シーズンで9試合のみであった。レッジャーナでプレーをしたのを最後に現役を引退した。
イタリア代表には1986年5月11日の中国代表戦で代表デビューを飾ると、直ぐにレギュラーの座を掴み、代表の中心選手としてプレー、翌6月のメキシコW杯ではベスト16、1988年の欧州選手権ではベスト4、1990年のイタリアW杯では3位入賞に貢献した。

## 個人成績

### 代表での成績
出典
| イタリア代表 | 国際Aマッチ | 国際Aマッチ |
| 年           | 出場        | 得点        |
| ------------ | ----------- | ----------- |
| 1986         | 7           | 0           |
| 1987         | 10          | 1           |
| 1988         | 10          | 0           |
| 1989         | 9           | 0           |
| 1990         | 11          | 1           |
| 1991         | 5           | 0           |
| 1992         | 2           | 0           |
| 通算         | 54          | 1           |